# 橘樹神社 (川崎市)
橘樹神社（たちばなじんじゃ）は神奈川県川崎市高津区子母口（旧武蔵国橘樹郡橘樹郷子母口村、橘村大字子母口）にある神社。日本武尊、弟橘媛を祀る。明治以降の社格は村社。近隣に橘樹郡衙が置かれていたと推定される地域にあることから、かつて橘樹郡の総社であったと考えられている。

## 由緒
古くからの子母口村の鎮守で、日本武尊と弟橘媛の男女2躯の神体を祀り、かつては立花社ともいわれていた。
社伝によると「日本武尊東征の際海が荒れ、弟橘媛はその身を投じ海を鎮た。やがて入水した媛の御衣・御冠の具だけがこの地に漂着した。」とある。また古事記でも「かれ七日ありて後に、其の后の御櫛海辺によりたりき。すなわち、その櫛を取りて御陵を作りて治め置きき」と伝えられている。
この社伝と古事記の記述とが結びつき、近くの子母口富士見台の高台にある「富士見台古墳」は、一説には弟橘媛の「御陵」であるとも伝えられているが、史料がなく具体的なことは分かっていない。

### 富士見台古墳
橘樹神社の裏手の丘にあり、前述のとおり弟橘媛陵であるとする説がある一方、この古墳は6世紀頃に造られたもので、当時のこの地域の有力者の墓であるとする説もある。
ここ富士見台は江戸時代までは旧子母口村の一角であったが、近年になり都市化が進むと川崎市が本古墳周辺に宅地を造成し、地名も「子母口富士見台」に改められている。
かつては多摩川沿いの田園風景の中にそびえる丘であった富士見台は、現在は宅地造成や道路敷設によって削られ、古墳頂上部の一部、高さ 3.7m、直径 17.5m の部分のみが姿を留めており、公園として管理されている。頂上に登れるよう綱が渡されているが、その頂上から見える眺望は近傍に並ぶ住宅に遮られている。
現在の古墳頂上からは眺望は広がっていないが、古墳がある丘陵地（富士見台）の西側は矢上川へ落ちる斜面となり、富士山を眺望でき、東側の斜面からは眼下に多摩川の沖積低地が広がり（現在は住宅街が広がる）、子母口公園からは眺望が広がる。南側斜面からは蟹ヶ谷・井田山の丘陵の眺望が広がる（たちばなの散歩道）。

## 祭神
- 主祭神：日本武尊、弟橘媛

## 主な年中行事
- 例祭：（10月8日）

## 文化財
- 橘樹神社社殿：創建年代は不明だが、1851年（嘉永4年）に建替えが行われたことが確認できる。2018年（平成30年）11月に川崎市地域文化財（有形文化財）の決定を受けた[4] [5]。

## 周辺
橘樹神社のある川崎市高津区子母口の高台は、東急田園都市線の梶が谷駅から続く「たちばなの散歩道」の終点にあたり、付近には縄文時代早期の標式遺跡である「子母口貝塚」や弟橘媛の御陵とされる「富士見台古墳」（高津区子母口富士見台）、白鳳の開基といわれる「影向寺」（宮前区野川）と、その塔頭十二坊の一つであった「能満寺」（高津区千年）などがあり、豊かな歴史的環境に恵まれた地域である。
また、江戸（東京）から続く中原街道が丸子の渡しで多摩川を越えた最初の台地にあたる場所で、ここから西へ続く多摩丘陵の入口でもある。

### 交通
JR南武線
- 武蔵新城駅下車、徒歩約20分または路線バス利用。

川崎市バス（時刻案内）
- 杉10 小杉駅 - 子母口住宅前 - 蟹ヶ谷
- 川64 川崎駅西口・労災病院前 - 元住吉（駅前） - 子母口住宅前 - 蟹ヶ谷

子母口住宅前で下車、徒歩約5分。なお案内標示等は用意されていない。
東急バス（時刻案内）
- 溝22 溝の口駅 - 子母口 - 蟹ヶ谷
- 城01 新城駅 - 子母口 - 綱島駅

子母口で下車、徒歩約5分。なお案内標示等は用意されていない。